# Емили Бронте
Емили Джейн Бронте (на английски: Emily Jane Brontë, родена на 30 юли 1818 г. в Торнтън, починала на 19 декември 1848 г. в Хауърт) е английска писателка, позната най-вече с единствения си роман „Брулени хълмове“. Творбите си подписва с псевдонима Елис Бел.

## Биография

### Детство и юношество
Емили Бронте е родена на 30 юли 1818 г. в Торнтън, Йоркшър, Северна Англия в семейството на Патрик Бронте и Мария Брануел. Семейството има шест деца – Шарлот, Емили, Ан, Мария, Елизабет и Патрик Брануел. Най-големите Мария и Елизабет умират много рано.
През 1820 г., малко след раждането на Ан, семейството се премества в Хауърт. Именно тук децата откриват литературния си талант и правят първи творчески опити.
Когато майка им умира от рак през септември 1821 г., Емили е едва тригодишна. По-големите сестри Мария, Елизабет и Шарлот биват изпратени в девическо училище в Кован Бридж. Там те живеят в ужасяващи условия и понасят големи лишения и мъчения, описани от Шарлот в знаменития ѝ роман „Джейн Еър“. На 25 ноември 1825 г. Емили също постъпва за кратко в училището. Тогава тя е едва на шест години. В училището пламва епидемия от коремен тиф. Мария и Елизабет се заразяват. Мария, която страда от туберкулоза, е изпратена у дома, където умира. Впоследствие през юни 1825 г. Емили, Шарлот и Елизабет напускат училището. Елизабет умира малко след това.
За обучението и възпитанието на Емили, Ан, Шарлот и Патрик Брануел се грижат техният баща и леля им Елизабет Брануел. Въпреки липсата на формално образование Емили, нейните сестри и брат ѝ Патрик имат достъп до разнообразна литература. Сред любимите им творци са Сър Уолтър Скот, Джордж Байрон, Пърси Шели.
През свободното си време сестрите започват да пишат фантастични разкази, вдъхновени от кутия играчки – войници, която била подарена на брат им. Създават си множество фантастични светове. Пишат истории и стихове, чиито герои са играчките. Останала е само малка част от творчеството на Емили от този период. До нас е достигнала малка част от поема за илюзорния митичен остров Гондал, писана заедно със сестра ѝ Ан. Вероятно поемата е писана между 1841 г. и 1845 г.
Когато е на седемнайсет години, Емили отново постъпва в училище, в което преподава сестра ѝ Шарлот. Остава в училището само няколко месеца. Носталгия по дома е причина тя да го напусне, а нейното място е заето от Ан.

### Зряла възраст
През 1838 г. Емили става учителка в правното училище в Халифакс. Тя непрекъснато е измъчвана от носталгия по родния край. През април 1839 г. здравето ѝ се влошава и тя се връща у дома. Там тя се грижи за домакинството, учи в неделното училище, чете немски книги, така научава немски език. През свободното си от задължения време свири на пиано.
През 1842 г. Емили придружава Шарлот в Брюксел, където сестрите се обучават в девическото училище, ръководено от Константин Хегер. Те възнамеряват да усъвършенстват немски и френски и да отворят свое училище. Запазени са девет от есетата на Емили на френски от този период. Хегер е бил впечатлен от силния характер на Емили.
Двете сестри се справят изключително добре с ученето и постигат много добри резултати. Мадам Хегер им предлага да останат още половин година. Болестта и последвала смърт на леля им връща двете сестри в Хауърт. Там те се опитват да открият училище в дома си, но поради отдалечеността на този район, не могат да привлекат достатъчно ученици.
През 1844 г. Емили започва да редактира и подрежда стихотворенията си. Преписва ги в две тетрадки. Едната озаглавява „Стихове за Гондал“ (Gondal Poems), а втората е без заглавие. През есента на 1845 г. Шарлот открива тетрадките и настоява стиховете да бъдат публикувани. Емили реагира гневно на навлизането в личното ѝ пространство и първоначално отказва на предложението на сестра си. Променя решението си, когато Ан също изважда на показ свои стихотворения.
През 1846 г. стиховете на сестрите Бронте са издадени в сборник озаглавен „Стихове от Кърър, Елис и Актън Бел“ (Poems by Currer, Ellis, and Acton Bell). Сестрите избират псевдонимите си неслучайно. Спрямо първата буква от името на всяка, Шарлот (Charlotte) се подписва като Кърър (Currer), Емили (Emily) става Елис (Ellis), а Ан (Anne) е Актън (Acton). Шарлот участва в сборника с двайсет стихотворения, а Емили и Ан всяка с по двайсет и едно. Въпреки че са продадени само два екземпляра от сборника, сестрите не били разочаровани от неуспеха. От списание „Атенеум“ (списанието на Йенския литературен кръг) има похвали за стиховете на Елис Бел. Йенските романтици адмирират музикалността и силата на стиховете на Емили, определят ги като най-добрите в сборника. 

### Смърт
След смъртта на брат си, починал от туберкулоза през септември 1848 г., Емили също е поразена от опасната болест. От записките на Шарлот разбираме подробности за нейното състояние. Тя пише, че от ден на ден, Емили става все по-слаба. Становището на лекаря по отношение на болестта е неясно. Пробва лечение с различни медикаменти, но без особен резултат. Шарлот добавя, че единственото, което може да направи е да се моли на Господ за спасение и подкрепа.
По обед на 19 декември 1848 г. състоянието на Емили се влошава. Тя умира в същия ден в къщата си в Хауърт. Днес тази къща е превърната в музей.
Емили не успява да види огромния успех, на който се радва единственият ѝ роман „Брулени хълмове“. 
Открито е писмо от издателите ѝ, от което се разбира, че Емили е започнала работа върху втори роман. Ръкописът на романа не е открит. Вероятно е бил унищожен от самата Емили или от друг член на семейството. Друго предположение е, че писмото е било предназначено за Ан, която по това време вече е работела върху втория си роман „Тайнствената непозната“. 

## Брулени хълмове
„Брулени хълмове“ е първият и единствен роман на Емили Бронте. Романът е писан между октомври 1845 г. и юни 1846 г. и е публикуван през 1847 г. в Лондон, подписан е с псевдонима Елис Бел. Романът е публикуван в един том с романа на Ан Бронте – „Агнес Грей“. След смъртта на Емили през 1847 г., Шарлот редактира ръкописа на романа и урежда редактираната версия да бъде публикувана посмъртно. Второто издание на „Брулени хълмове” излиза през 1850 г.
Литературните критици и до днес имат противоречиви мнения за романа. Ако за някои единственият роман на Емили Бронте е гениално творение, то други го определят като „безформен и епизодичен“. Заради наситената емоционалност в изобразяването на събитията редица авторитети в областта на литературата определят „Брулени хълмове“ като „поетичен роман“.
Първият български превод на романа е от 1957 г., негов автор е Асен Христофоров. 
Романът се радва на голям читателски интерес. По книгата се правят множество филмови адаптации.